# 本津幡站
本津幡站（日语：／ Hon-Tsubata eki */?）是位於石川縣河北郡津幡町字清水千（チ）7番，西日本旅客鐵道（JR西日本）的七尾線車站。

## 歷史
- 1898年（明治31年）4月24日 - 七尾鐵道車站啟用，當初車站名為津幡臨時停車站（日语：／）[1]。
- 1900年（明治33年）
  - 6月16日 - 七尾鐵道連接北陸本線津幡站之前，車站改名為津幡口臨時停車站（日语：／）。
  - 8月2日 - 七尾鐵道津幡站至津幡口臨時停車站之間開通，開始駛入北陸本線津幡站。津幡口臨時停車站廢止。
- 1902年（明治35年）6月25日 - 本津幡站再次啟用。
- 1907年（明治40年）9月1日 - 七尾鐵道根據鐵道國有法（日语：鉄道国有法）而國有化。成為帝國鐵道廳（國鐵）車站。
- 1909年（明治42年）10月12日 - 制定路線名稱，此站成為七尾線車站。
- 1975年（昭和50年）4月1日 - 終止貨物起卸業務。
- 1987年（昭和62年）4月1日 - 伴隨國鐵分割民營化，車站由西日本旅客鐵道（JR西日本）營運。

## 車站構造
車站是一座地面車站，設有2面2線的相對式月台。車站大樓為一座古老木造建築物，位於下行月台側，兩月台之間設有跨線橋連接。
此站是由七尾鐵道部管理的簡易委託車站（委托自治體負責窗口業務）。此站設有櫃臺和POS終端，也可以購買指定席票。

### 月台
| 月台         | 路線    | 上下行 | 方向           |
| ------------ | ------- | ------ | -------------- |
| 近車站大樓   | ■七尾線 | 下行   | 羽咋、七尾方向 |
| 車站大樓對面 | ■七尾線 | 上行   | 津幡、金澤方向 |

- 在資訊沒有編排月台編號。
- 下行線為一線通過（日语：一線スルー）結構。在不用列車交會和列車通過此站時，所有列車都會使用下行線。

## 使用狀況
在2018年（平成30年）度，1日平均乘車人次為384人。
根據「石川縣統計書」和「津幡町統計書」，以下列出近年1日平均乘車人次：
| 年度   | 1日平均 乘車人次 |
| ------ | ---------------- |
| 1997年 | 740              |
| 1998年 | 721              |
| 1999年 | 696              |
| 2000年 | 691              |
| 2001年 | 666              |
| 2002年 | 644              |
| 2003年 | 612              |
| 2004年 | 575              |
| 2005年 | 520              |
| 2006年 | 504              |
| 2007年 | 503              |
| 2008年 | 507              |
| 2009年 | 504              |
| 2010年 | 488              |
| 2011年 | 464              |
| 2012年 | 475              |
| 2013年 | 487              |
| 2014年 | 445              |
| 2015年 | 453              |
| 2016年 | 408              |
| 2017年 | 387              |
| 2018年 | 384              |

## 車站周邊
此站、津幡站和中津幡站三站圍繞津幡町中心。
- 津幡町立津幡小學
- 勝崎館（日语：勝崎館）
- 津幡家鄉歷史館Rekisiru

## 巴士路線
- 北鐵金澤巴士（日语：北鉄金沢バス） - 香林坊（日语：香林坊）方向
- 津幡町營巴士 - 河合谷方向

## 相鄰車站
西日本旅客鐵道
■七尾線
中津幡－本津幡－能瀨

## 註腳
1. 1 2 3 4 5  . 週刊朝日百科. 43号 富山駅・高岡駅・和倉温泉駅ほか. 朝日新聞出版. 2013-06-16: 25 （日语）.
2. ↑   (PDF). 石川県: 106.   [2020-04-10]. （原始内容存档 (PDF)于2020-10-17） （日语）.

## 外部連結
- 本津幡｜車站資訊：JR出門網 - 西日本旅客鐵道（日語）